# Bretzfeld
Bretzfeld – miejscowość i gmina w Niemczech, w kraju związkowym Badenia-Wirtembergia, w rejencji Stuttgart, w regionie Heilbronn-Franken, w powiecie Hohenlohe. Leży nad rzeką Brettach, ok. 22 km na południowy zachód od Künzelsau, przy autostradzie A6 i linii kolejowej Heilbronn-Crailsheim.

## Współpraca
Miejscowości partnerskie:
- Budaörs, Węgry
- Pretzfeld, Bawaria